# 翁堵镇
翁堵镇，是中华人民共和国云南省保山市昌宁县下辖的一个镇。
2014年6月30日，云南省人民政府批复同意撤销翁堵乡，设立翁堵镇。

## 行政区划
翁堵镇下辖以下地区：
翁堵村、扁里村、明山村、翁兴村、阳旺田村、立桂村和立木山村。